# Fritz Wedel Jarlsberg
Fredrik (Fritz) Hartvig Herman Wedel Jarlsberg, född den 7 juli 1855 i Kristiania, död den 27 juli 1942 i Lissabon, var en norsk diplomat.

## Biografi
Wedel Jarlsberg blev 1879 juris kandidat och anställdes samma år som attaché i Paris, tjänstgjorde 1882–1884 i Utrikesdepartementet, blev legationssekreterare 1885 i Wien och 1886 i London samt var 1891–1897 envoyé i Madrid. Åren 1898–1905 var han bosatt på godset Palsgård i Jylland, medverkade vid unionsbrottet 1905 till upprättande av en fristående monarki och utrikesstyrelse i Norge samt var från 1906 norsk envoyé i Paris (till 1930, Madrid och Lissabon (till 1921). Wedel Jarlsberg använde släktens barontitel trots att adliga titlar avskaffades i Norge innan han föddes.
År 1929 skänkte han egendomen Skaugum till det norska kronprinsparet Olav och Märtha. 